# Ritratto femminile (Filippo Lippi)
Ritratto femminile è un dipinto, tempera su tavola (49,3x32,7 cm), attribuito a Filippo Lippi, databile al 1445 circa e conservato nella Gemäldegalerie di Berlino.

## Storia
L'opera venne messa in vendita a Londra nel 1912; prima di allora si ignorano le vicende legate al dipinto. Già attribuito al Maestro della Natività di Castello è dal 1995 assegnato al Lippi, sebbene con datazione controversa, che per ragioni stilistiche e coloristiche è collocata in genere alla metà degli quaranta del XV secolo.

## Descrizione e stile
Il profilo femminile, ben modellato nel volume, è inserito in un'architettura con nicchia a conchiglia che si apre su un paesaggio. Sono i valori lineari e coloristici a costruire la figura.